# Elmer Gill
Elmer Gill (* 17. Februar 1926 in Indianapolis; † 28. Mai 2004 in Vancouver) war ein amerikanischer Jazzmusiker (Piano, Vibraphon, Gesang), der in Kanada lebte und vor allem an der nordamerikanischen Westküste bekannt war.

## Leben und Wirken
Elmer Gill spielte Anfang der 1950er Jahre in New York bei Lionel Hampton. Später arbeitete er in den Jazzszenen von Seattle und Vancouver. Unter eigenem Namen legte er zunächst eine EP auf Chet Nolands Label Celestial vor, gefolgt vom Album The Three Sides Of Elmer Gill vor, das er 1968 mit dem Bassisten David Friesen und dem Schlagzeuger Al Johnson für das in Vancouver ansässige Label Aragon einspielte.
1978 wirkte er bei Aufnahmen von Frank Rosolino/Carl Fontana mit (Trombone Heaven); 1982 trat er mit Eddie Lockjaw Davis in Calgary auf (I Can't Hear for Listening). In seinen späteren Jahren konzertierte Gill regelmäßig in Europa und in Japan; in seiner Band spielte sein Sohn Donald als Schlagzeuger und Kohji Yohyama am Bass, stilistisch am Trio-Piano-Jazz von Erroll Garner und Ahmad Jamal orientiert.

## Würdigung
Peter Watrous lobte in der New York Times seinen dancing, light touch, and the rhythmic self-assurance of a musician with 40-odd years of experience behind him.

## Diskographische Hinweise
- The 3 Generations of Jazz – Live in Switzerland (1988)
- As Presented at Benihana of Tokyo (Rada)